# Vernon Stauble
Vernon Ronald Stauble (nascido em 1 de fevereiro de 1950) é um ex-ciclista trinitário-tobagense que competiu para Trinidad e Tobago nos Jogos Olímpicos de Verão de 1968 e 1972.